# Rosenfors
Rosenfors är en tätort i Hultsfreds kommun i Kalmar län.

## Historia
Utvecklingen av Rosenfors har samband med tillkomsten av Rosenfors bruk. Bruket byggdes år 1802. 
År 1874 byggdes järnvägen Nässjö–Oskarshamns Järnväg med station i Rosenfors, vilket medförde att industrin utvecklades ytterligare.

### Befolkningsutveckling
| Befolkningsutvecklingen i Rosenfors 1960–2020 | Befolkningsutvecklingen i Rosenfors 1960–2020 | Befolkningsutvecklingen i Rosenfors 1960–2020 | Befolkningsutvecklingen i Rosenfors 1960–2020 | Befolkningsutvecklingen i Rosenfors 1960–2020 |
| --------------------------------------------- | --------------------------------------------- | --------------------------------------------- | --------------------------------------------- | --------------------------------------------- |
|                                               |                                               |                                               |                                               |                                               |
| År                                            |                                               |                                               | Folkmängd                                     | Areal (ha)                                    |
| 1960                                          | 1960                                          |                                               | 574                                           |                                               |
| 1965                                          | 1965                                          |                                               | 601                                           |                                               |
| 1970                                          | 1970                                          |                                               | 580                                           |                                               |
| 1975                                          | 1975                                          |                                               | 489                                           |                                               |
| 1980                                          | 1980                                          |                                               | 500                                           |                                               |
| 1990                                          | 1990                                          |                                               | 417                                           | 71                                            |
| 1995                                          | 1995                                          |                                               | 394                                           | 71                                            |
| 2000                                          | 2000                                          |                                               | 361                                           | 71                                            |
| 2005                                          | 2005                                          |                                               | 308                                           | 71                                            |
| 2010                                          | 2010                                          |                                               | 281                                           | 71                                            |
| 2015                                          | 2015                                          |                                               | 267                                           | 73                                            |
| 2020                                          | 2020                                          |                                               | 288                                           | 73                                            |
|                                               |                                               |                                               |                                               |                                               |

## Idrott
Rosenfors IK med flick- och damlag finns.